# Caruso Memorial Chapel
Caruso Memorial Chapel è una chiesa consacrata in onore del sergente Mathew Caruso, del corpo dei Marine degli Stati Uniti nell'agosto 1953. Il sergente Caruso ha dato la sua vita per proteggere il cappellano contro il nemico.
Nell'aprile 2012 i volontari della Chiesa di Gesù Cristo dei Santi e degli Ultimi Giorni rinnovarono la cappella. Rinnovarono il giardino, le pareti interne, le finestre, e altro.
La chiesa si trova nella base Camp Pendleton a San Diego in California.

## Galleria d'immagini

Caruso Memorial Chapel
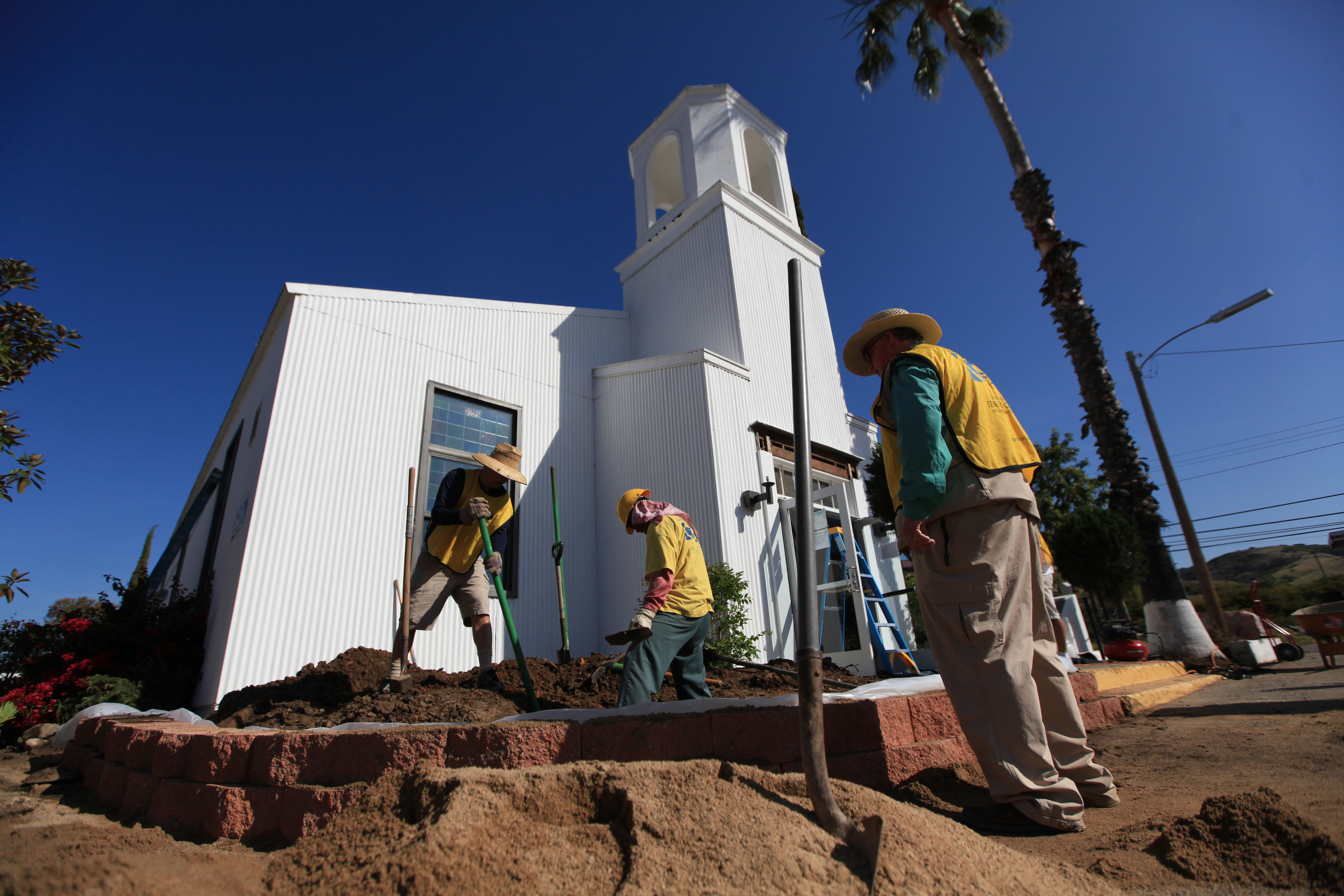
I volontari aiutano con la ristrutturazione, aprile 2012.
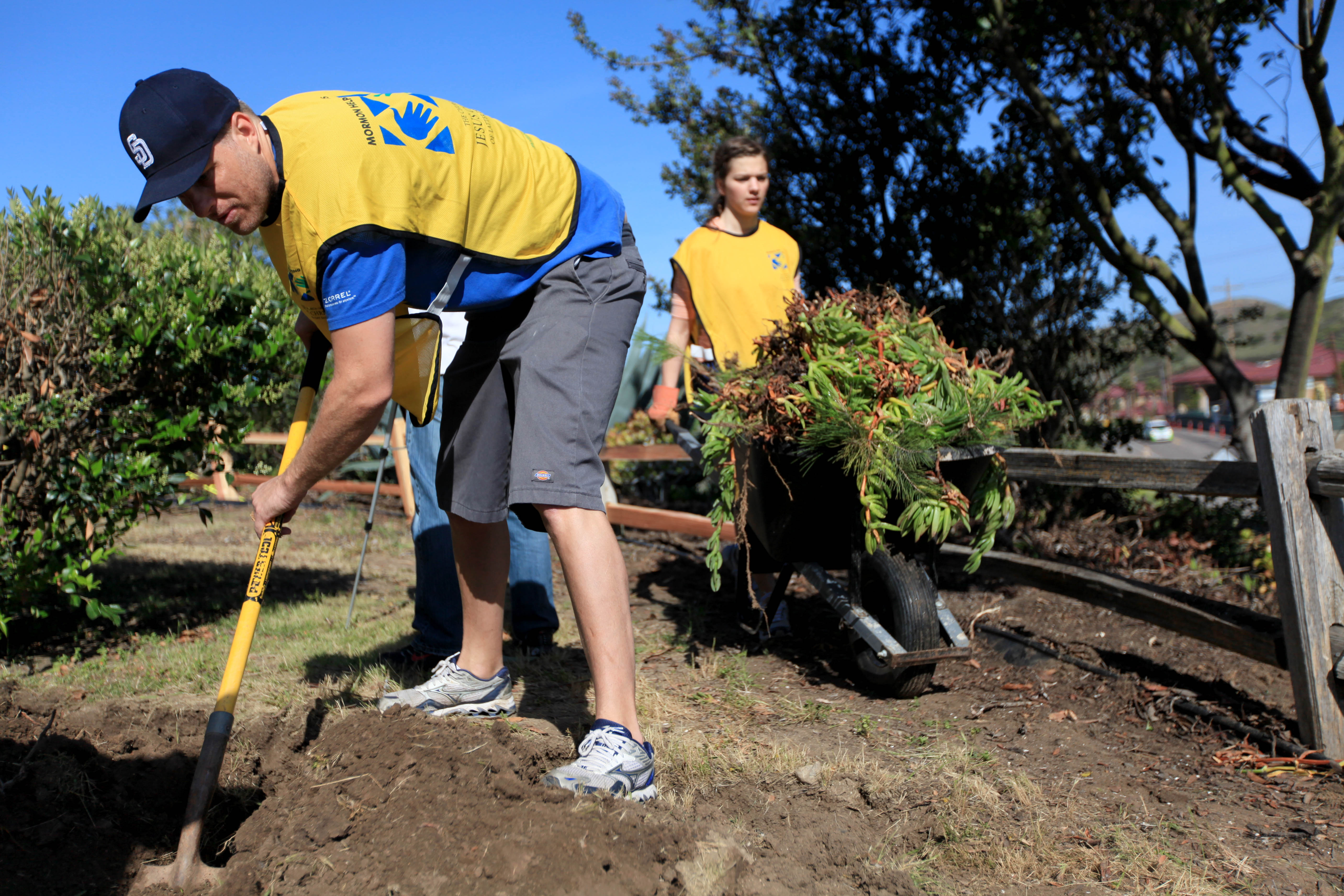
I volontari aiutano con la ristrutturazione, aprile 2012.
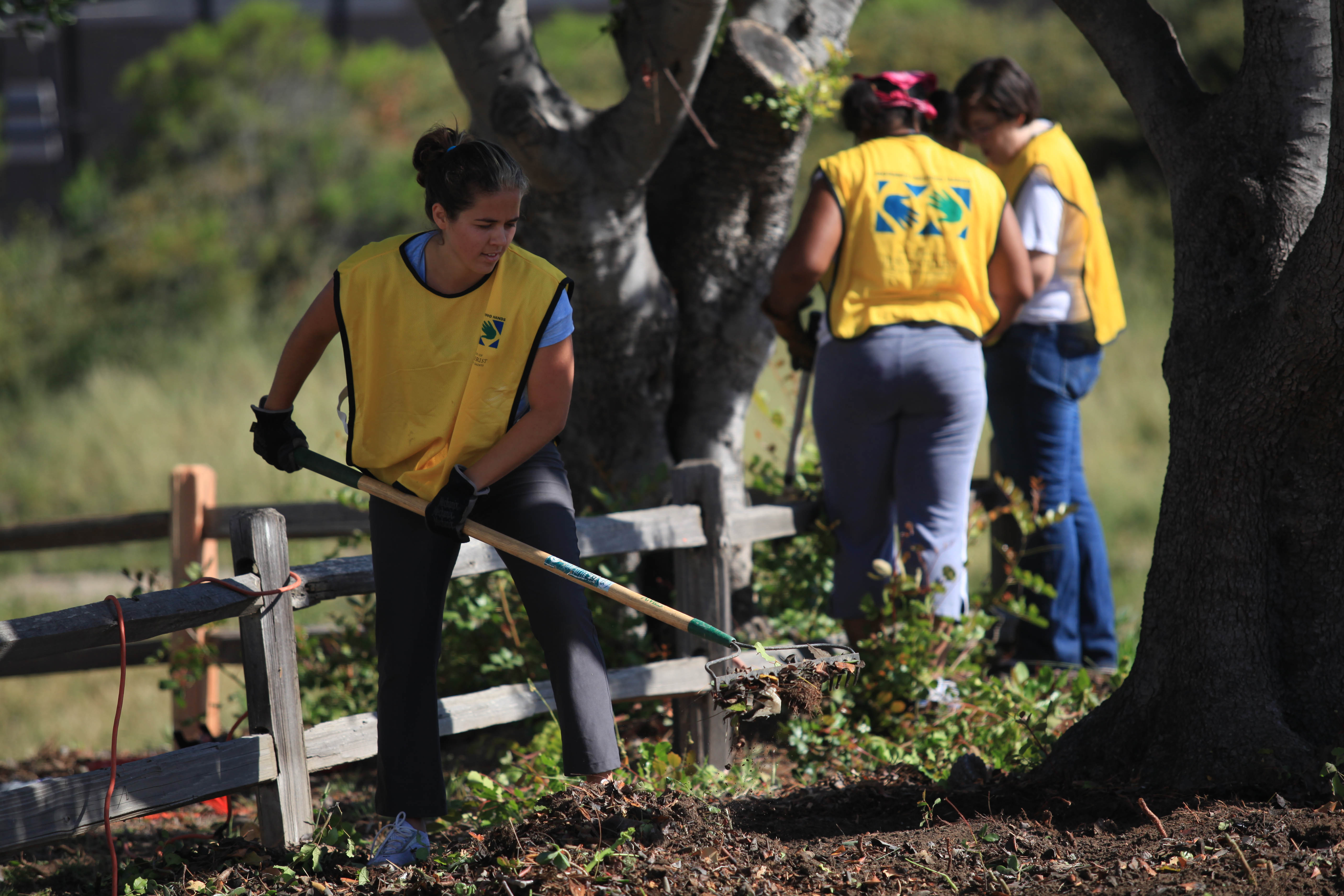
I volontari aiutano con la ristrutturazione, aprile 2012.